# The Blue Room

The Blue Room est un album de Madeleine Peyroux sorti en 2013.

## Titres de l'album
Albums de Madeleine Peyroux
Standing on the Rooftop Secular Hymns
- 1 Take These Chains from my Heart
- 2 Bye Bye Love
- 3 Changing all Those Changes
- 4 Born to Lose
- 5 Guilty
- 6 Bird on a Wire
- 7 I'Can't Stop Loving You
- 8 Gentle on my Mind
- 9 You Don't Know Me
- 10 Desperadoes Under the Eaves
- 11 I Iove You So Much it Hurts (bonus)